# Giao hưởng số 2 (Mahler)

Giao hưởng số 2, cung Đô thứ hay còn được goi là Giao hưởng Phục sinh là bản giao hưởng của nhà soạn nhạc người Áo Gustav Mahler. Ông viết bản giao hưởng này vào năm 1894. Tham gia biểu diễn bản giao hưởng có 2 ca sĩ đơn ca, hợp xướng và dàn nhạc giao hưởng tham gia. Đây là bản giao hưởng đầu tiên của Mahler có sự kết hợp giữa thanh nhạc và khí nhạc. Điều này còn xuất hiện trong các bản giao hưởng khác của ông.

## Âm thanh
| Giao hưởng số 2 của Mahler, chương 1 |  |
|                                      |  |
|                                      |  |

| Giao hưởng số 2 của Mahler, chương 4 |  |
|                                      |  |
|                                      |  |

## Phần lời
Lưu ý: Phần lời này đã được dịch từ bản dịch tiếng Anh từ bài thơ tiếng Đức  Des Knaben Wunderhorn . Bản dịch theo từng dòng và giữ nguyên ý của câu thơ, tuy nhiên không giữ lại vần và nhịp của bài thơ.

### Chương IV
Tiếng Đức gốc

Urlicht

O Röschen rot!

Der Mensch liegt in größter Not!

Der Mensch liegt in größter Pein!

Je lieber möcht' ich im Himmel sein.

Da kam ich auf einen breiten Weg:

Da kam ein Engelein und wollt' mich abweisen.

Ach nein! Ich ließ mich nicht abweisen!

Ich bin von Gott und will wieder zu Gott!

Der liebe Gott wird mir ein Lichtchen geben,

Wird leuchten mir bis in das ewig selig Leben!

—Des Knaben Wunderhorn
Dịch nghĩa

Ánh sáng khởi nguyên

Ôi, bông hồng bé nhỏ!

Con người đứng giữa những nỗi khổ lớn nhất!

Con người đứng giữa những nỗi đau lớn nhất!

Làm sao tôi có thể đến thiên đường.

Tôi đang đi trên một con đường rộng:

Một thiên thần xuất hiện, bảo tôi quay trở lại.

Không! Tôi sẽ không bao giờ quay trở lại!

Chúa tạo ra tôi và tôi sẽ về với Chúa!

Ngài sẽ ban cho tôi một tia sáng nhỏ,

Tia sáng sẽ dẫn tôi đến một cuộc sống an lành vô tận!

### Chương V
Lưu ý: Tám câu thơ đầu được lấy từ bài thơ Die Auferstehung của Friedrich Gottlieb Klopstock. Mahler bỏ qua bốn câu thơ cuối bài thơ này và tự sáng tác phần còn lại (bắt đầu từ "O glaube").
Original German

Aufersteh'n, ja aufersteh'n

Wirst du, Mein Staub,

Nach kurzer Ruh'!

Unsterblich Leben! Unsterblich Leben

wird der dich rief dir geben!

Wieder aufzublüh'n wirst du gesät!

Der Herr der Ernte geht

und sammelt Garben

uns ein, die starben!

—Friedrich Klopstock

O glaube, mein Herz, o glaube:

Es geht dir nichts verloren!

Dein ist, ja dein, was du gesehnt!

Dein, was du geliebt,

Was du gestritten!

O glaube

Du wardst nicht umsonst geboren!

Hast nicht umsonst gelebt, gelitten!

Was entstanden ist

Das muss vergehen!

Was vergangen, auferstehen!

Hör' auf zu beben!

Bereite dich zu leben!

O Schmerz! Du Alldurchdringer!

Dir bin ich entrungen!

O Tod! Du Allbezwinger!

Nun bist du bezwungen!

Mit Flügeln, die ich mir errungen,

In heißem Liebesstreben,

Werd' ich entschweben

Zum Licht, zu dem kein Aug' gedrungen!

Sterben werd' ich, um zu leben!

Aufersteh'n, ja aufersteh'n

wirst du, mein Herz, in einem Nu!

Was du geschlagen

zu Gott wird es dich tragen!

—Gustav Mahler
Dịch nghĩa

Trỗi dậy đi, đúng rồi, hãy trỗi dậy đi,

Hỡi hạt Bụi của ta,

Sau một quãng nghỉ ngắn!

Cuộc sống bất tử! Cuộc đời bất tử

Ngài đang gọi ngươi, ban cho ngươi.

Những hạt giống được gieo sẽ trổ hoa một lần nữa!

Chúa, người thu hoạch, đang bước tới

Ngài gặt, như thu về từng bó lúa,

Tất cả chúng ta, những người đã chết.

 

 

 

Hãy tin tưởng, trái tim của ta, hãy tin tưởng:

Ngươi không mất bất cứ thứ gì cả!

Ngươi, chính ngươi, sẽ có tất cả; những gì ngươi khao khát

Những gì ngươi yêu quý

Nhũng gì mà ngươi đã đấu tranh!

Hãy tin tưởng đi,

Ngươi không sinh ra trong vô vọng!

Ngươi không sống và chịu đựng trong vô vọng!

Những gì được tạo ra

Rồi sẽ phải tan biến,

Những gì đã tan biến, chắc chắn sẽ trở lại!

Đừng run rẩy!

Hãy sẵn sàng sống lại!

Hỡi Đau khổ, ngươi xuyên thấu mọi thứ,

Nhờ ngươi, ta đã được giải thoát!

Hỡi Chết chóc, ngươi khuất phục mọi thứ,

Bây giờ, chính ngươi sẽ bị khuất phục!

Với đôi cánh do chính ta mang lên,

Với tình yêu mãnh liệt,

Ta sẽ bay lên

Ta sẽ tới nguồn ánh sáng mà chưa ai từng thấy!

Ta sẵn sàng chết để tìm lẽ sống.

Hãy trở lại đi, phải rồi, hãy đứng dậy đi,

Trái tim của ta, chỉ trong một khoảng khắc thôi, ngươi sẽ được hồi sinh!

Tất cả những gì ngươi trải qua,

Sẽ đưa ngươi về với Chúa!